# Лос-Барріос-де-Буреба
Лос-Барріос-де-Буреба (ісп. Los Barrios de Bureba) — муніципалітет в Іспанії, у складі автономної спільноти Кастилія-і-Леон, у провінції Бургос. Населення — 226 осіб (2010).
Муніципалітет розташований на відстані близько 250 км на північ від Мадрида, 40 км на північний схід від Бургоса.
На території муніципалітету розташовані такі населені пункти: (дані про населення за 2010 рік)
- Барріо-де-Діас-Руїс: 25 осіб
- Лос-Барріос-де-Буреба: 109 осіб
- Сольдуенго: 15 осіб
- Террасос: 45 осіб
- Лас-Весгас: 32 особи

## Демографія
Динаміка населення (INE ):